# Echthroplexiella lilechka
Echthroplexiella lilechka is een vliesvleugelig insect uit de familie Encyrtidae. De wetenschappelijke naam is voor het eerst geldig gepubliceerd in 2006 door Trjapitzin.